# Raphia australis
Raphia australis es una palmera originaria de África, con una distribución restringida al norte de KwaZulu-Natal y al sur de Mozambique.

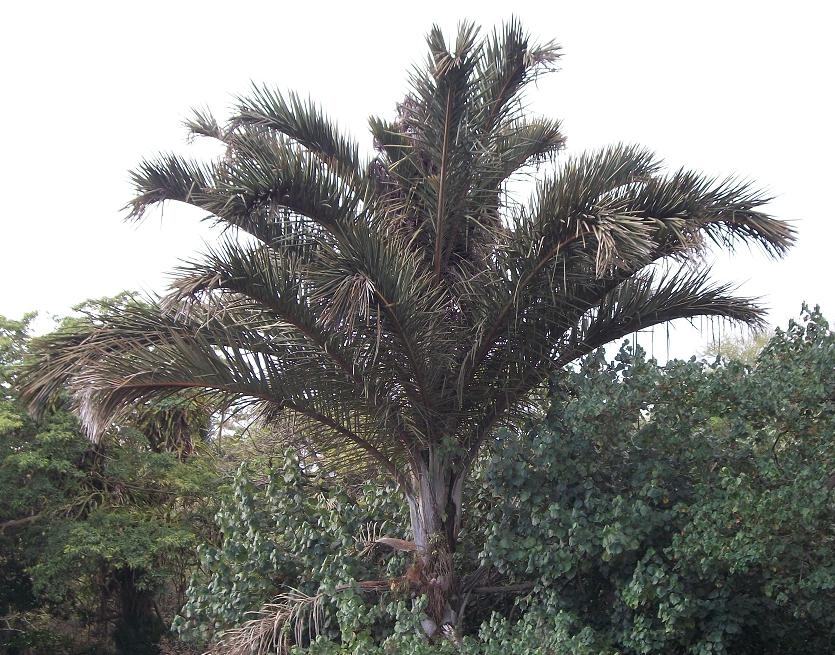
Vista de la planta

## Descripción
Es una palma de tamaño medio que regularmente alcanza los 16 metros de altura cuyo tronco va de 2 a 4 m; dicho tronco se encuentra cubierto por las vainas foliares de hojas muertas, que le dan apariencia de escamas. Tiene hojas pinnadas de hasta 8 m]de largo de color verde oscuro. El raquis, anaranjado, es acanalado en la parte superior y redondo en la parte inferior y tiene numerosas pínnulas que van en diferentes planos. La nervadura principal y los bordes de las hojas están cubiertos por pequeñas espinas. La inflorescencia es péndula y muy larga. Las flores son imperfectas, los frutos ovoides y recubiertos de escamas marrones.

## Usos
Es muy apreciada como planta ornamental para zonas espaciosas.

## Propagación
Su propagación es por semillas, que tardan 7 meses o más para germinar. Su crecimiento es bastante rápido en tierras cálidas. Requiere abundante agua. Su vida media es de 25 a 30 años.

## Taxonomía
Raphia australis fue descrito por Oberm. & Strey  y publicado en Bothalia 10: 29. 1969.
Etimología
Raphia: nombre genérico derivado del nombre vernáculo malgache, rofia.
australis: epíteto latino que significa "austral, del sur".